# 매기 커크패트릭

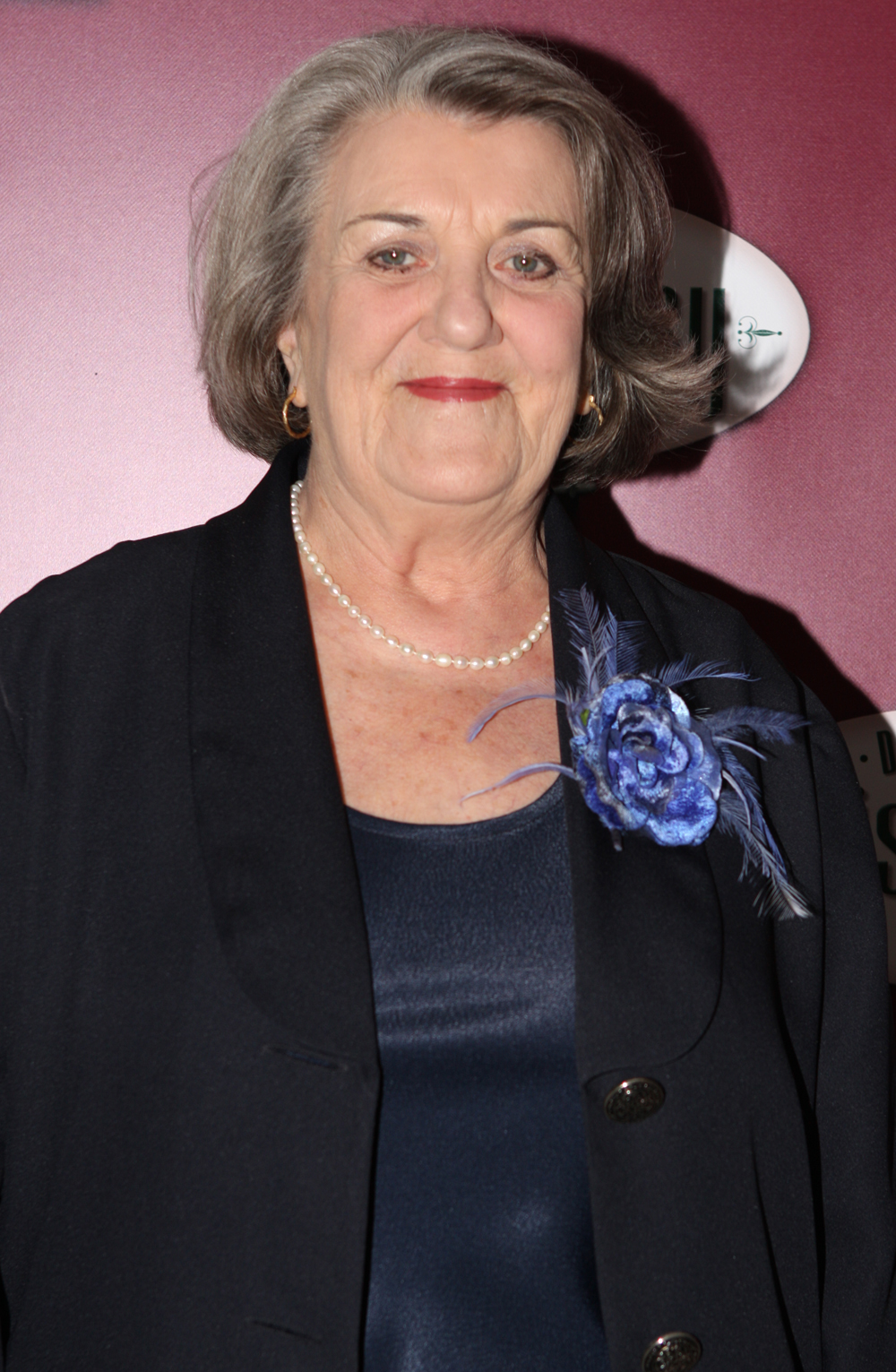

매기 커크패트릭(Maggie Kirkpatrick, 1941년 1월 29일 ~ )은 오스트레일리아의 배우이다.
올버리에서 태어났다.

## 출연 작품
- 웰컴 투 우프 우프 (1997년)
- 해적 (1982년)

### 텔레비전
- 프리즈너 (1982-86, Prisoner)
- 홈 앤 어웨이 (1991-2004)
- 올 세인츠 (2001, 2008)